# Magyar Viktor
Magyar Viktor (Deutsch Győző; Ürmény, 1886. szeptember 16. – Ürmény, 1946.) politikus.

## Élete
Szülei liptószentmiklósi Deutsch Imre tanító és ürményi Branner Paulina voltak. A család 1899-ben Magyarra változtatta a nevét.
Középiskoláit Nyitrán a jogot Budapesten végeze. 1910-től magán ügyvéd volt Nyitrán. A csehszlovákiai (nyitrai) keresztényszocialista párt egyik alapítója. 
1918-ban többekkel felkereste az épp beteg Thuróczy Tibor nyitrai polgármestert és megegyeztek a helyi Nemzeti Tanács felállításáról. A nyitrai Magyar Nemzeti Tanácsban a helyi szlovákság érdekeit mások mellett ő, Štefan Bertovič ügyvéd, későbbi szlovák polgármester, valamint Viliam Paška képviselte.
Több történelmi, irodalomtörténeti, honismereti és jogi írás szerzője. Középiskolai történelemkönyvet is írt.